# 봉선중학교
봉선중학교(鳳仙中學校)는 대한민국 광주광역시 남구 봉선동에 위치한 공립 중학교이다.

## 학교 연혁
- 1981년 1월 22일 : 봉선중학교 설립 인가
- 1983년 3월 1일 : 초대 박노철 교장 취임
- 1983년 3월 5일 : 개교 및 신입생 8학급 535명 입학
- 2014년 3월 1일 : 교육부요청 시지정 디지털교과서 연구학교 지정(2/2)
- 2016년 3월 1일 : 교육부요청 시지정 디지털교과서 연구학교 재지정(2/2)
- 2019년 3월 4일 : 2019학년도 건강증진 거점학교 운영
- 2024년 3월 1일 : 제14대 노선희 교장 취임
- 2025년 1월 7일 : 제40회 졸업증서 수여식(졸업생 137명, 총 졸업생 수 14,169명)
- 2025년 3월 4일 : 제43회 신입생 174명 (남 95명, 여 79명)

## 참고 자료
- 봉선중학교 - 한국교육학술정보원 학교알리미